# アニメステーション
アニメステーションは、1983年2月5日から同年4月9日の毎週土曜21:30 - 22:00にCBCラジオ（中部日本放送）で放送されていたラジオ番組。

## 概要
- パーソナリティは、声優の長谷有洋。
- 毎回、女性声優がゲスト出演したが、第9回は飯島真理に加え速水奨が出演。第10回（最終回）は、全編にわたってリスナーからのアニメソングのリクエストに応えるという内容でゲストはなし。
- ゲストとのトークを主体とし、合間に関連するアニメソングがかかり、番組終盤にミニラジオドラマ「ヒカル君の学園日記」（ゲストも出演）が入るという番組構成であった。なお第9回は長谷有洋、飯島真理、速水奨によるマクロスのパロディ版ドラマも盛り込まれた。
- 提供クレジットはないが、番組中にバンダイのCMが流れていた。

## ゲスト
- 第1回（2月5日） - 小山茉美
- 第2回（2月12日） - 平野文
- 第3回（2月19日） - 佐々木るん
- 第4回（2月26日） - 潘恵子
- 第5回（3月5日） - 戸田恵子
- 第6回（3月12日） - 杉山佳寿子
- 第7回（3月19日） - 麻上洋子
- 第8回（3月26日） - 島津冴子
- 第9回（4月2日） - 飯島真理、速水奨
- 第10回（4月9日） - 「アニメソング リクエスト大会」

## 備考
「アニメステーション」なる名称は21世紀になって、CBCテレビの深夜アニメ枠の名称として使われていた時期があった。